# نقاشه
نقاشه، روستایی در دهستان سلخ بخش حرا شهرستان قشم در استان هرمزگان ایران است.

## جمعیت
بر پایه سرشماری عمومی نفوس و مسکن در سال ۱۳۹۵، جمعیت این روستا برابر با ۱۴۳ نفر (۴۴ خانوار) بوده‌است.